# ASIIN
Die ASIIN e. V. (Akkreditierungsagentur für Studiengänge der Ingenieurwissenschaften, der Informatik, der Naturwissenschaften und der Mathematik e. V.) in Düsseldorf ist ein  gemeinnütziger Verein, der sich national wie international für die Anerkennung, Vergleichbarkeit und Qualitätsprüfung (Akkreditierung) von Bachelor- und Masterstudiengängen einsetzt. Unter den vom Akkreditierungsrat geprüften Akkreditierungsagenturen ist die ASIIN als einzige spezialisiert auf Ingenieur- und Naturwissenschaften, Informatik und Mathematik.
Vorstandsvorsitzender ist seit dem 1. Januar 2009 Hans-Heinz Zimmer, Vorstandsvorsitzender des Verbands der Elektrotechnik, Elektronik und Informationstechnik.

## Geschichte
Der Verein wurde im Juli 1999 als gemeinnütziger Verein zur Akkreditierung von Studiengängen der Ingenieurwissenschaften und der Informatik gegründet. Im Juli 2001 werden erste Ingenieur/Informatik-Programme akkreditiert, sie erhalten das ASII-Zertifikat. Im September 2002 fusioniert der ASII mit der Akkreditierungsagentur für Studiengänge Chemie, Biochemie und Chemieingenieurwesen an Universitäten und Fachhochschulen, woraus der heutige ASIIN entsteht. 2003 beginnt zudem der Aufbau von Gremien für Naturwissenschaften und Mathematik.
Im Februar 2006 war der Verein Gründungsmitglied des europäischen Netzwerks von Ingenieurakkreditierungsagenturen und -verbänden European Network for the Accreditation of Engineering Education (ENAEE), im April jenes Jahres wurde eines Antrags bei der EU-Kommission zur Förderung der Entwicklung europäischer Standards bei der Akkreditierung von Informatikstudiengängen, Euro-Inf-Projekt (European Accreditation of Informatics Programmes) eingereicht. Die Aufnahme als Mitglied der European Association for Quality Assurance in Higher Education (ENQA) erfolgte im Februar 2007. Mit der Aufnahme verbunden war die Feststellung, dass die ASIIN die Anforderungen der „Standards and Guidelines for Quality Assurance in the European Higher Education Area“ erfüllt.
Im August 2007 bis April 2008 erfolgte der Aufbau der Gremien für die Bewertung von Qualitätsmanagementsystemen (Systemakkreditierung).
Der Akkreditierungsrat hat im Reakkreditierungsbeschluss aber auch festgestellt, dass die ASIIN e. V. in der Vergangenheit einige Qualitätsanforderungen nicht erfüllt hat. Diese Anforderungen wurden aber teilweise erst in einem Akkreditierungsratsbeschluss vom 15. Dezember 2005 formuliert und die daraus resultierenden Mängel werden auch als nicht wesentlich bezeichnet. Trotzdem wurden zur weiteren Verbesserung der Qualitätsstandards 7 Auflagen erteilt. Auf seiner Sitzung am 14./15. Februar 2007 hat der Akkreditierungsrat festgestellt, dass die ASIIN e. V. diese Auflagen erfüllt hat.
Getragen wird der eingetragene Verein gleichermaßen durch Fachgesellschaften aus Naturwissenschaften und Technik, durch Zusammenschlüsse von Universitäten und Fachhochschulen sowie durch Wirtschaftsverbände der Arbeitgeber- wie der Arbeitnehmerseite.

## Fachausschüsse
Folgende Fachausschüsse hat die ASIIN eingerichtet:
- FA 1: Maschinenbau und Verfahrenstechnik
- FA 2: Elektro-/Informationstechnik
- FA 3: Bau- und Vermessungswesen
- FA 4: Informatik
- FA 5: Physikalische Technologien, Werkstoffe und Verfahren
- FA 6: Wirtschaftsingenieurwesen
- FA 7: Wirtschaftsinformatik
- FA 8: Agrar-, Ernährungswissenschaften und Landespflege
- FA 9: Chemie/Technische Chemie
- FA 10: Biowissenschaften
- FA 11: Geowissenschaften
- FA 12: Mathematik
- FA 13: Physik

## Andere Akkreditierungsorganisationen
- Akkreditierungsagentur für Studiengänge im Bereich Gesundheit und Soziales e. V. (AHPGS)
- Agentur für Qualitätssicherung durch Akkreditierung von Studiengängen – (AQAS)
- evalag (Evaluationsagentur Baden-Württemberg)
- Foundation for International Business Administration Accreditation (FIBAA)
- Zentrale Evaluations- und Akkreditierungsagentur (ZEvA)